# Moscheea Sabanci Merkez
Moscheea Sabanci Merkez sau Moscheea Centrală Sabanci este o moschee din Adana, Turcia. Aceasta este cea mai importantă moschee din acest oraș și totodată una dintre cele mai mari moschei din această țară.

## Istorie și arhitectură
Moscheea a fost construită în anul 1998 de către Fundația Religioasă Turcă, în parteneriat cu Fundația Sabanci, de unde și numele locașului. Situat pe malurile râului Seyhan, edificiul este cea mai mare moschee din Turcia, fiind inspirată după modelul marilor moschei otomane din Istanbul și Edirne, în special după Moscheea Albastră și Moscheea Selimiye. 
Minaretele au o înălțime totală de 99 de metri. Interiorul este bogat, policrom, picturile și caligrafiile fiind realizate de către Huseyin Kutlu. De asemenea, complexul deținut de moschee este unul extrem de vast cuprinzând printre altele biblioteci, săli de conferințe și băi cu fântâni pentru abluțiune.

## Galerie de imagini

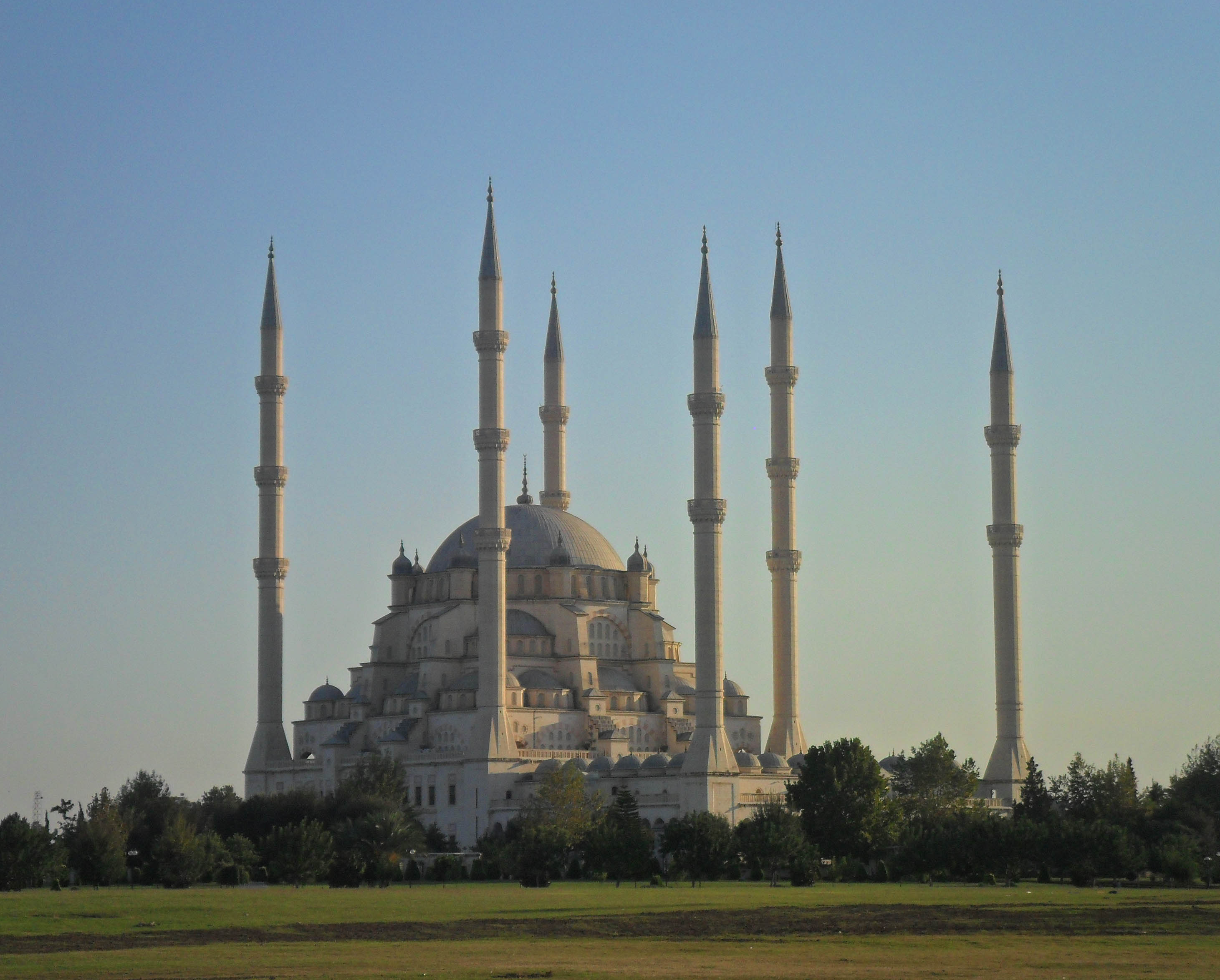
Moscheea
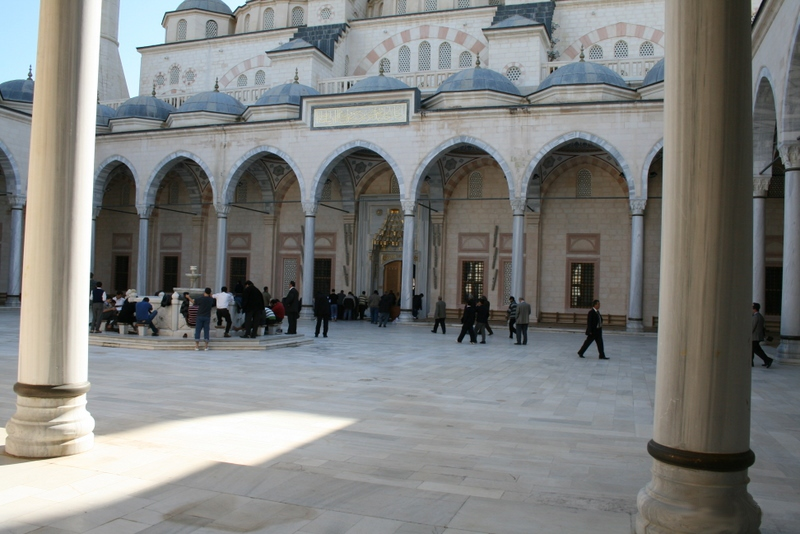
Vedere din curtea interioară
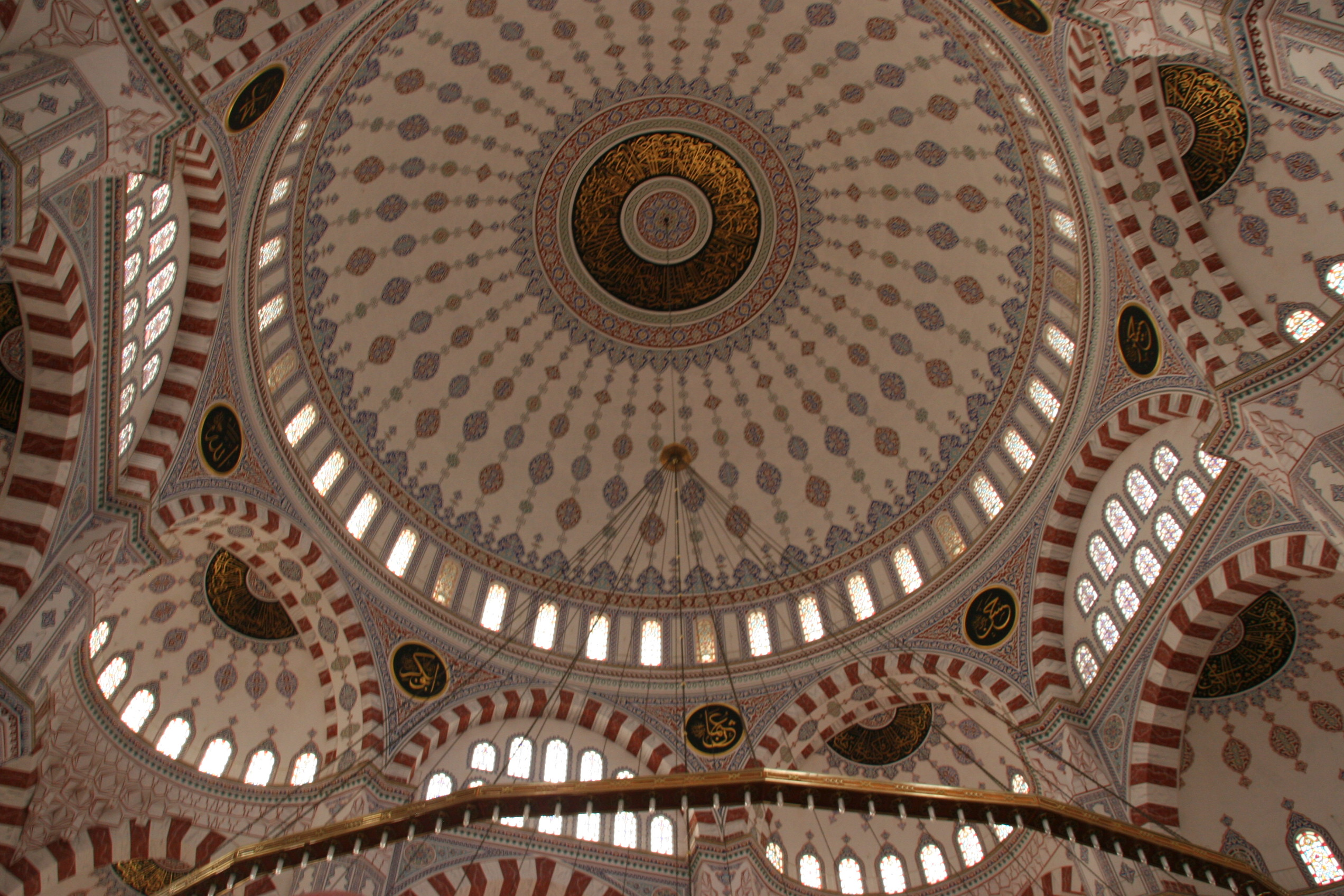
Domul, vedere interioară
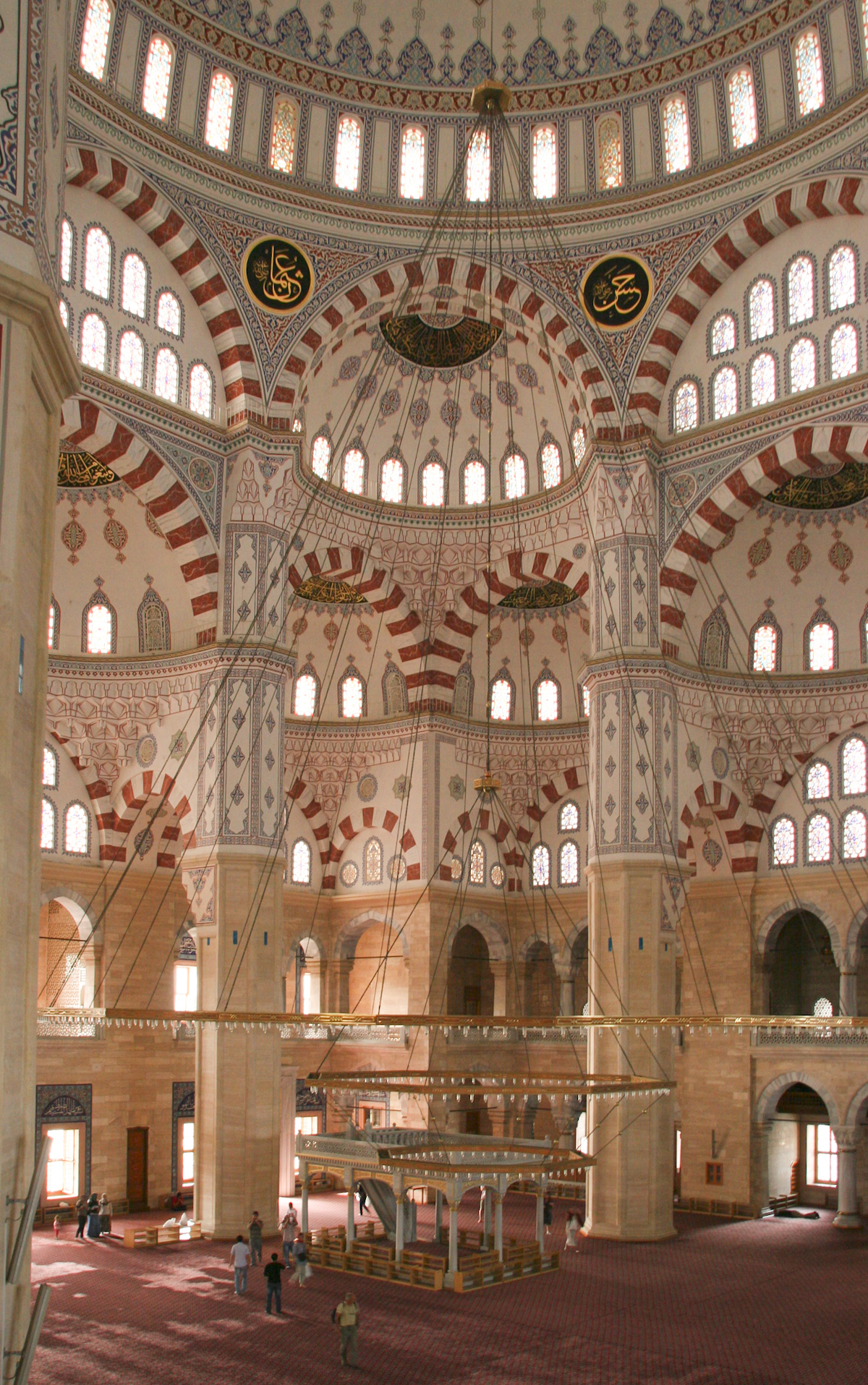
Vedere din interior
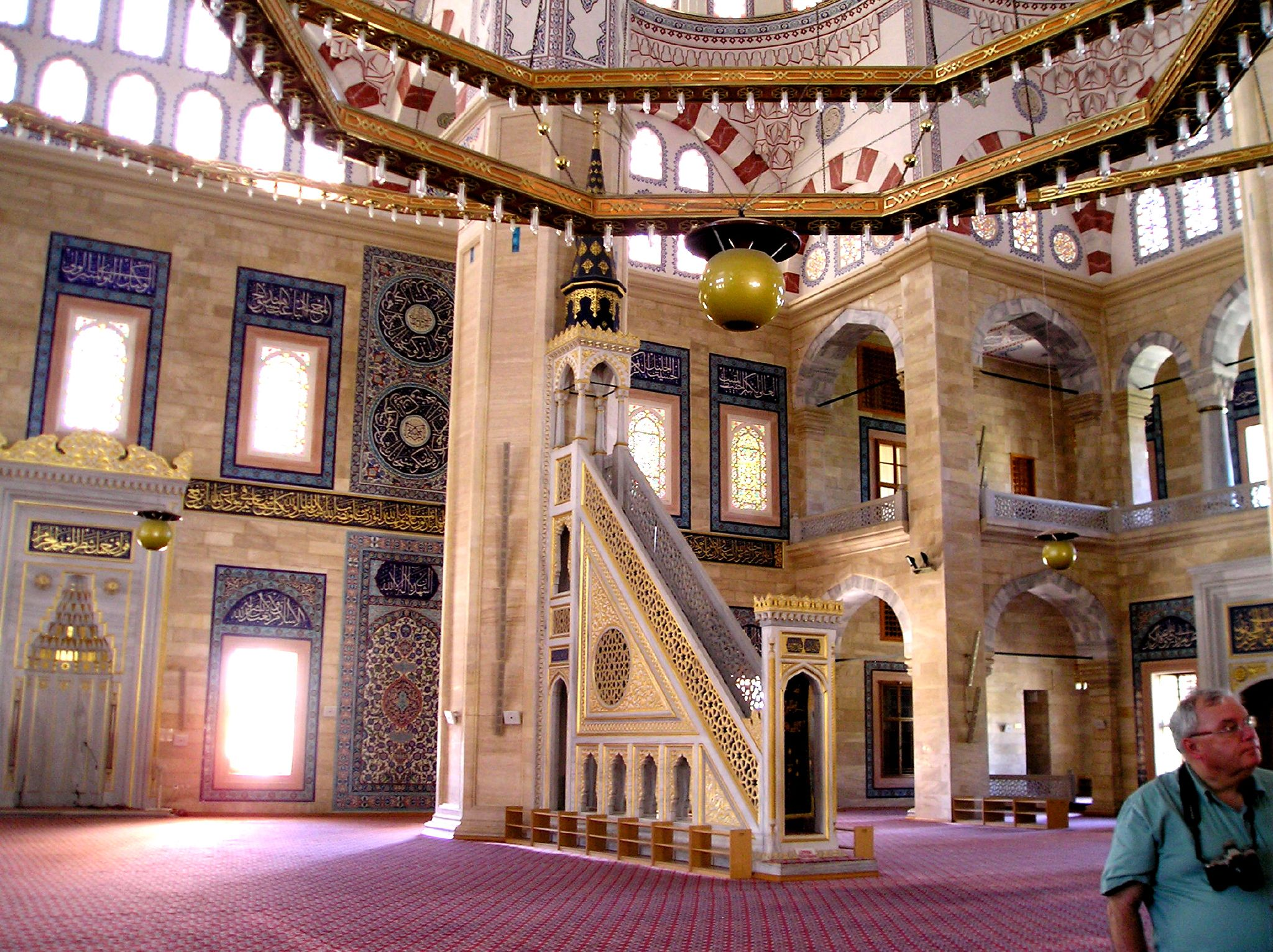
Vedere din interior